# أمازيغية يهودية
اليهودية الأمازيغية (بالأمازيغية: ⵜⴰⵎⴰⵣⵉⵖⵜ ⵏ ⵡⵓⴷⴰⵢⵏ، بالعبرية: ברברית) هي أي من صنف من اللهجات الأمازيغية الهجينة يتم التحدث بها تقليديًا كلغة ثانية في المجتمعات اليهودية البربرية في وسط وجنوب المغرب، وربما في وقت سابق في الجزائر كذلك. اليهودية الأمازيغية هي لغة تواصل، وإن كانت اللغة الأولى لليهود في شمال أفريقيا هي اليهودية والعربية. فقد كان هناك أيضًا يهود تحدثوا الأمازيغية كلغة أولى رغم قلتهم. هاجر المتحدثون بالأمازيغية اليهودية إلى إسرائيل في الخمسينيات والستينيات من القرن الماضي. ورغم قربها من اللغات الأمازيغية التي يتحدث بها معظم سكان المنطقة، فتتميز اليهودية الأمازيغية باستخدام الكلمات المستعارة العبرية ونطق Š ك S (كما هو الحال في العديد من اللهجات العربية المغربية اليهودية).

## المتحدثون
وفقًا لمسح أجري عام 1936م، كان ما يقرب من 145700 من أصل 161000 يهوديًا في المغرب يتحدثون لهجات متنوعة من الأمازيغية، وكان 25000 منهم يتحدثون الأمازيغية فقط. 

## التوزيع الجغرافي
انتشرت اليهودية الأمازيغية في المغرب في بعض المناطق بالأطلس المتوسط والأطلس الكبير التي استوطن اليهود بها مثل تنغير، ويجان، أساكا، إميني، وادي درعة، دمنات وآيت بو أولي، وأوفران وتيزنيت وإيلي في وادي سوس الناطق. وقد كان اليهود يعيشون بين القبائل الأمازيغية، غالبًا في نفس القرى ويحصلون على معاهدات حماية قبلية قديمة من الأمازيغ.
غادر جميع المتحدثين باليهودية الأمازيغية المغرب تقريبًا في السنوات التي أعقبت استقلاله، ونشأ أطفالهم بشكل أساسي وهم يتحدثون لغات أخرى. في عام 1992م، بقي حوالي 2000 متحدث بهذه اللهجة، معظمهم في إسرائيل، وكلهم على الأقل ثنائيو اللغة.

## علم الأصوات
تتميز الأمازيغية اليهودية بالظواهر الصوتية التالية: 
- النطق المركزي لـ /i u/ مثل [ɨ ʉ]
- تحييد التمييز بين /s ʃ/، خاصة بين المتحدثين أحاديي اللغة
- حذف الحلقات الشفوية ببعض الحروف (/kʷ gʷ xʷ ɣʷ/)، على سبيل المثال nəkkʷni (نُكْني، نحن) ⇐ nəkkni (نْكْني).
- إدخال [ə] لتفكيك المجموعات الساكنة
- كثرة الإدراج، كما هو الحال في اليهودية والعربية
- في منطقة وادي سوس الشرقية، اللام /l/ تصبح نون [n]

## إستعمال
بصرف النظر عن استخدامها اليومي، تم استخدام الأمازيغية اليهودية لشرح النصوص الدينية شفهياً، وكُتبت فقط في بعض الأحيان، باستخدام الأحرف العبرية. تم تلاوة بعض الصلوات، مثل الدعوات على التوراة، باللغة الأمازيغية اليهودية. 

## أنظر أيضا
- لهجات عربية يهودية
- لهجات عربية يهودية مغربية
- يهود البربر

## فهرس
- ب.غالاند بيرنت وحاييم الزعفراني. Une version berbère de la Haggadah de Pesaḥ: Texte de Tinrhir du Todrha (Maroc) . Compress rendus du GLECS Supplement I. 1970. باللغة الفرنسية
- جوزيف شيتريت. "البربر اليهودي" كتيب للغات اليهودية ، محرر. ليلي خان وآرون د . ليدن: بريل. 2016. الصفحات 118-129.

## روابط خارجية
- كتاب جوديو-بربر ، حاييم الزعفراني باللغة الفرنسية